# Prva mitridatska vojna
Prva mitriadska vojna (89–85 pr. n. št.), oborožen spor med Rimsko republiko in njenimi zavezniki na eni in Pontskim kraljestvom in uporniškimi grškimi polisi na drugi strani, ki je nastal zaradi širjenja rimske nadoblasti nad grškim prebivalstvom. Pontski kralj Mitridat VI. je izkoristil nezadovoljstvo Grkov z rimsko oblastjo, pa tudi obremenjenost Rimljanov s socialno vojno (91-88 pr. n. št.) in drugimi notranjimi spori in poskušal končati rimsko nadoblast nad grškim prebivalstvom. 
- Pohodi in bitke med mitridatskimi vojnami 89–85 pr. n. št.
- Leto 89 pr. n. št.
- Leto 88 pr. n. št.
- Leto 87-86 pr. n. št
- Leto 85 pr. n. št.

Vojna, ki je bila zelo brutalna in dolga, se je končala z zmago Rimljanov in sklenitvijo mirovnega sporazuma, ki je Mitridatu dovoljeval obdržati oblast v njegovem kraljestvu, vendar se je moral odreči zahtevam po Mali Aziji in spoštovati predvojne meje. 
Premirje je trajalo do leta 83. pr. n. št., ko je poveljnik maloazijskih legij Lucij Licinij Murena na lastno pobudo sprožil drugo mitridatsko vojno. 